# Inga Rhonda King
Inga Rhonda King (també coneguda com a I. Rhonda King) és una comptable, professora i editora de Saint Vincent i les Grenadines que ha servit com a representant permanent del seu país a les Nacions Unides des de setembre de 2013.
King va néixer a Curaçao, Antilles Holandeses, el 1960. d'ascendència vicentiana. Ella té una llicenciatura en ciències de la química i matemàtica de Universitat Estatal de Nova York.
King és una comptable i directora financera certificada. Ella també ha treballat en el món editorial, el desenvolupament empresarial i el món acadèmic. Va ser professora d'anglès a la República Popular de la Xina de 2002 és de 2003 i ha estat mestra voluntària de matemàtiques per nens en situació de risca Miami.
El 2003 va publicar la seva biografia com a col·lecció d'assaigs titulats Journal of a Superfluous Woman en els que narra les seves experiències amb el càncer de mama. En 2006 va fundar Strategy Forum Inc, una editorial independent de llibres il·lustrats. També és artista. Des de 2010 també és presidenta de National Investment Promotions a Kingstown. També va ser nomenada cònsol honorària a Portugal. En 2011 va ser presidenta de l'agència de promoció d'inversions de St. Vincent i les Grenadines.
King va ser nomenada representant permanent a les Nacions Unides pel Primer Ministre Ralph Gonsalves el 13 de setembre de 2013. Ha parlat en nom del grup de països desenvolupats L69. En gener de 2016 els drets de vot de St Vincent i les Grenadines foren suspesos per manca de pagament de quotes pendents. King va dir que es tractava d'un error administratiu que seria arreglat aviat.
El 29 de setembre de 2016 fou elegida membre del Cinquè Comitè de l'Assemblea General de les Nacions Unides (Administratiu i Pressupostari). El 27 d'abril de 2017 va parlar davant l'Assemblea General per defensar la resolució que incloïa el Dia de la Innovació i Creativitat Mundial en les celebracions de les Nacions Unides.
El 26 de juliol de 2018 King va ser elegida com a 74a presidenta del Consell Econòmic i Social de l'ONU.

## Publicacions
- King, Inga Rhonda. Journal of a Superfluous Woman: A Collection of Essays.  iUniverse, 2003.[Enllaç no actiu]
- King, Inga Rhonda. Caribbean Sense of Life: A Photographic Narrative.  Strategy Forum Inc, 2009.
- King, Inga Rhonda. The Green Legacy of Saint Vincent and the Grenadines.  Strategy Forum Inc, 2011. ISBN 978-0-9824215-2-9.
- King, Inga Rhonda. A Tiny Slice of Caribbean Life: Portrait of a Vincy Woman.  Strategy Forum In, 2011.[Enllaç no actiu]
- King, I. Rhonda. «The Green Legacy of Saint Vincent and the Grenadines».   Huffington Post, 30-11-2015. [Consulta: 22 agost 2017].